# 东昌路 (上海)
东昌路是上海市浦东新区的一条道路。其原是东洋泾浜的一条支流。浦东塘工善后局于民国17年填浜筑路。民国21年东端由善堂路（今浦城路）延伸至浦东南路。1937年日本军攻占上海后曾将路名改为福岛通，抗战胜利后恢复原名。东昌路也是浦东地区路名以山东地名命名之滥觞，其路名来自山东省聊城市的旧称东昌府，即现在的东昌府区。现在东昌路也是人民路隧道浦东出入口之一。

## 轨道交通
东昌路东端设有上海轨道交通2号线浦东南路站（原东昌路站）。

## 交会道路（西向东）
- 富城路
- 银城中路、浦明路
- 东泰路
- 浦城路
- 浦东南路